# Грэггл Симпсон
Грэггл Си́мпсон (англ. Graggle Simpson) или Га́мбли (англ. Gumbly) — персонаж якобы из американского мультсериала «Симпсоны». Является предметом интернет-мема и мистификации — пользователи Интернета сатирически заявляли, что персонаж был реальным персонажем сериала (а также членом семьи Симпсонов), который был удалён в результате ретроактивного континуитета. Цель мема — высмеять эффект Манделы и его сторонников. В 2022 году достиг вирусного уровня популярности.

## Внешность
Персонаж чаще всего изображается как жёлтый, обнажённый, похожий на пришельца гуманоид с большим ртом и тремя прядями волос, которого обычно «видят» рядом с членами семьи Симпсонов.

## История
Самые ранние упоминания о Грэггле относятся к октябрю 2015 года, когда анонимный пользователь на японской текстовой доске 2channel добавил версию персонажа, упомянутого как «Nan-j min» на скриншотах «Симпсонов», где Nan-j min в то время был талисманом имиджборда /livejupiter/. Самые ранние упоминания персонажа на английском языке датируются январём 2021 года на 4chan, в сообщении, которое устанавливает, что предыдущий аспект Грэггла задумывался как личность Мэтта Грейнинга, а также представляет два альтернативных имени: «Жёлтый Мэтт» и «Странный Мэтт».
Постепенно похожий на ящера герой стал появляться и в других пользовательских публикациях и становился всё популярнее. В мае 2022 года пользователь Facebook Елиаб Рессап опубликовал пост с заголовком «Новый эффект Манделы только что исчез — в этой вселенной нет Грэггла Симпсона». Странное желтокожее существо оказалось на новой волне популярности в Интернете, например, публиковались видео с «доказательствами» того, что Грэггл действительно появился в мультсериале. Впоследствии пользователи стали распространять в сети хештег #BringBackGraggleSimpson («Верните Грэггла Симпсона»).
Большинство заявлений о Грэггле Симпсоне включают предысторию существования персонажа в истории ситкома. Различные повествования утверждают, что он был задуман как самоставка создателя «Симпсонов» Мэтта Грейнинга, был очень любимым фанатами персонажем, или что он был удален из-за плохой реакции зрителей, или что он был добавлен в конце показа сериала, чтобы высмеять предполагаемое снижение качества «Симпсонов». Было создано множество фанатских работ с участием Грэггла, в том числе фан-арты, отредактированная обложка, скриншоты и записи эпизодов «Симпсонов», в которых Грэггл присутствует среди других персонажей актёрского состава, а также модификация для видеоигры 2003 года The Simpsons: Hit & Run.
Название «Гамбли», вероятно, было вдохновлено Гамби — пластилиновым персонажем, который однажды появился в «Симпсонах» в качестве камео в эпизоде 17-го сезона The Girl Who Slept Too Little.